# Tunnel à galets
Un tunnel à galets est un dispositif de stockage d'énergie inter-saisonnier enfoui le plus souvent sous une maison ou une véranda. Il permet de chauffer l'air entrant dans les habitations au moment des saisons plus froides (automne, hiver) et de le refroidir au moment des saisons plus chaudes (printemps/été). Cette technologie est principalement utilisée pour optimiser les économies d'énergie.

## Principe
Le principe du tunnel est basé sur l'inertie thermique et la capacité de stockage des galets. L'idée est de faire passer un courant d'air venant de l'extérieur à travers le tunnel. Un transfert thermique va se produire, de l'air vers les galets, ou l'inverse suivant la saison à laquelle on se trouve. L'air est ensuite introduit dans le logement pour assurer un renouvellement et remplacer l'air vicié.
L'utilisation de ce système permet d'avoir un décalage de trois à quatre mois entre le moment où de la chaleur est accumulée et le moment où celle-ci est restituée.
Comme dit précédemment, le tunnel à galets assure un double rôle de climatiseur et de chauffage :
- Pendant les périodes plus chaudes (printemps/été), les galets encore frais des saisons précédentes vont refroidir l'air chaud entrant et donc remplacer l'air surchauffé à l'intérieur de l'habitation. La véranda par exemple, constitue une zone de prélèvement idéale (zone très chaude par temps très ensoleillé  car les vitres provoquent un effet de serre). Par la même occasion, les galets vont stocker la chaleur de l'air.

Ici le tunnel à galets joue le rôle de climatiseur et d'accumulateur de chaleur.
- Pendant les périodes plus froides, les galets vont restituer à l'air ambiant la chaleur stockée lors des périodes chaudes, assurant ainsi le chauffage de l'habitation. Pendant ce temps, les galets se refroidissent lentement.

Ici le tunnel à galets joue le rôle d'un chauffage.

## Les éléments du tunnel

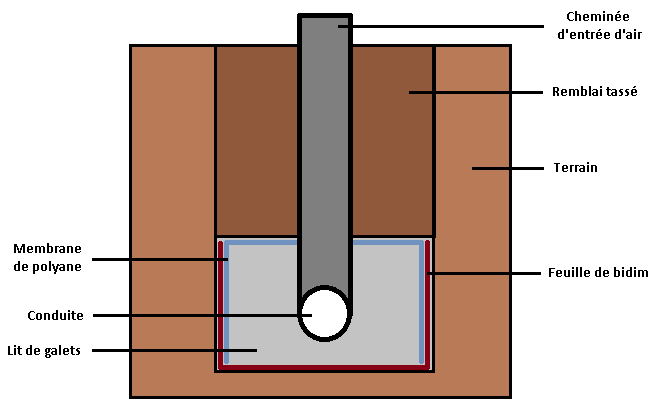
Schéma d'une coupe latérale d'un tunnel à galets

### La tranchée
Le tunnel est placé à une profondeur de 2 à 2,5 m pour permettre le stockage d'énergie inter-saisonnier. La tranchée est alors creusée à une profondeur de 2,5 m lors de la construction du tunnel. Ses autres dimensions sont en général de 0,5 à 0,6 m de large pour 4 à 5 m de long.
Les tunnels peuvent être utilisés en parallèle, leur nombre dépend principalement de la taille des habitations (on prend environ 1 tunnel pour 25 à 30 m² au sol).
Lors de la mise en œuvre, pour éviter le développement bactérien dans le lit de galets et la pollution de l'air entrant on « javellise » les galets (par exemple, projection de javel à l'aide d'un brumisateur) et on utilise des filtres.
Le tunnel à galets est à proscrire s'il est trop proche d'une nappe phréatique.

### L'enrobage des galets
Dans la tranchée, les galets ne sont pas directement en contact avec la terre mais enveloppés dans deux couches protectrices :
- Une membrane de polyane en contact direct avec les galets
- Une feuille de bidim (géotextile)

La membrane de polyane se retrouve sur tous les côtés sauf le fond de la tranchée pour évacuer les condensats. 
La feuille bidim couvre le sol et les parois latérales. Elle a un rôle anti-contaminants, anti-racines et protège les déchirures du polyane.
Enfin, le tunnel est recouvert d'une épaisseur d'environ 2m de terre bien tassée.

### Les galets
Les galets utilisés sont des galets de rivière bien lavés (javellisés). Ils sont introduits dans la tranchée sur une hauteur de 0,60 à 0,70m.

### La conduite
La conduite se situe le long de la tranchée et au centre de l'épaisseur de galets. Elle est souvent faite de polymère (PVC, polypropylène, polyéthylène...) et fendue à différents endroits pour permettre à l'air de s'infiltrer à travers le dépôt de galets.

### Le ventilateur
L'air est insufflé à travers le tunnel à l'aide d'un ventilateur placé à l'entrée. Le fait de l'avoir placé avant la zone de stockage d'énergie et de le faire travailler en insufflation (et non en inspiration) permet de créer une surpression dans le tunnel et de transmettre aux galets la chaleur dissipée par le moteur.

## Avantages par rapport au puits canadien
Le puits canadien est un dispositif fonctionnant sur un principe analogue à celui d'un tunnel à galet.
Contrairement à ce dernier, ce n'est qu'un tube lisse enterré à une profondeur d'environ 2 m (profondeur à laquelle la température du sol reste à peu près constante toute l'année). Le principe de fonctionnement est le même : l'air entrant dans la maison est chauffé pendant les périodes froides et rafraîchi pendant les périodes chaudes.
L'avantage majeur du tunnel à galets par rapport au puits canadien est sa surface d'échange. En effet, dans le cas du puits canadien, la surface d'échange est juste celle de l'intérieur du tube tandis que pour le tunnel, l'air passe à travers le tube ainsi que l'épaisseur de galets. La surface d'échange est donc considérablement plus grande, ce qui assure un meilleur transfert thermique.
Ainsi, pour un débit d'air et une variation de température identique, le puits canadien construit devra être beaucoup plus grand que le tunnel à galets. 
Un autre avantage intéressant est le déphasage de 2 ou 2 mois et demi (temps entre le stockage de chaleur et la restitution à la surface, c'est-à-dire au niveau de la dalle du rez-de-chaussée). Celui-ci est bien plus important pour le tunnel à galets qui se situe plus en profondeur et utilise les galets comme échangeur de chaleur  avec la terre elle-même, qui est le matériau principal de stockage.